# Félicie d'Ayzac
Félicie d'Ayzac, née le 25 ou le 27 février 1801 à Paris et morte le 26 février 1881 au château de Castelnoubel à Bon-Encontre, est une historienne, poétesse et écrivaine  française.

## Biographie
La famille d'Ayzac, dont le patronyme vient du fief et château d'Ayzac, descend d'Hélion d’Ayzac, qui participa aux croisades avec Pons de Balazuc. Félicie Marie Émilie d'Ayzac naît par hasard à Paris, le 25 ou le 27 février 1801,, pendant une halte que font  ses parents pendant un voyage professionnel de son père : Claude Louis d'Ayzac se rend alors à la cour criminelle d'Aix-en-Provence. Homme de loi, il a d'abord exercé à Montpellier, où il s'est marié avec Anne Lafoux, la fille d'un important négociant de la ville.  En 1797, il a été nommé président du tribunal correctionnel, puis du tribunal civil de la Lys, ancien département français qui comprend la Flandre-Occidentale. La famille s’établit alors à Courtrai. C'est là que l'aîné du couple, Frédéric Hélion Louis Joseph, naît en 1799. Devenu géographe, il meurt prématurément à Caen, en 1841.
Entrée à l'âge de seize ans comme « dame professeur » à la Maison d'éducation de la Légion d'honneur de Saint-Denis, Félicie d'Ayzac y enseigne pendant trente-cinq ans, tout en s'adonnant aux belles-lettres et aux études historiques. Dès 1823, elle prend part aux concours de l'Académie des Jeux floraux, où elle remporte plusieurs prix, et elle publie en 1833 un recueil de Soupirs poétiques dont la seconde édition est couronnée par l'Académie française en 1842. En 1858, l'Académie des Jeux floraux lui confère le titre de maître ès jeux.
Parallèlement, elle étudie la statuaire et publie des mémoires historiques. En 1849, l'Académie des inscriptions et belles-lettres accorde une mention honorable à sa monographie sur les statues de la cathédrale de Chartres et, en 1861, un prix à son œuvre majeure, une histoire de l'abbaye de Saint-Denis. Elle publie ensuite, pour des revues d'art et d'archéologie, plusieurs études de « zoologie mystique » sur les emblèmes bibliques et le symbolisme architectural, entre autres sur le dragon, la belette, l'aurochs, l'éléphant et les quatre animaux de l'Apocalypse.
Devenue « dame dignitaire honoraire » de son école, Félicie d'Ayzac prend sa retraite dans le pays d'Agen, au château de Castelnoubel à Bon-Encontre, auprès de son amie la comtesse Hélène des Echerolles dont la famille est propriétaire du lieu. Elle continue jusque dans son grand âge à y tenir salon et à composer des poésies empreintes de mélancolie chrétienne.
Félicie d'Ayzac meurt à Bon-Encontre en 1881, aux alentours de son 80e anniversaire.

## Principales publications
(Liste non exhaustive)

### Études historiques
- Les Statues du porche nord de la cathédrale de Chartres, ou explication de la présence des statues de la Beauté, de la Volupté, de l'Honneur, sur les basiliques chrétiennes (1849)
- Histoire de l'abbaye de Saint-Denis en France (2 volumes, 1860-1861)
- Saint-Denis, sa basilique et son monastère (1867)

### Recueils poétiques
- Odes d'Horace. Traduction française avec des notes explicatives (1822)
- Soupirs poétiques (1833)
- Au temps passé (1867)